# Резолюция 10 на Съвета за сигурност на ООН
Резолюция 10 на Съвета за сигурност на ООН, приета единодушно на 4 ноември 1946 г., постановява, че режимът на генерал Франко в Испания е изваден от списъка с въпроси, изискващи постоянно внимание от страна на Съвета за сигурност, и предава всички документи, касаещи испанския въпрос, на Общото събрание на ООН.